# Marco Shepherd
Marco Shepherd (Puerto Vallarta, Jalisco) es un Productor de cine mexicano, y presidente de Centropolis Entertainment, fundada por el director Roland Emmerich.

## Biografía
Shepherd nació y creció en Puerto Vallarta, Jalisco de padre estadounidense y madre mexicana, por lo que posee doble nacionalidad. Su curiosidad por el ambiente cinematográfico comenzó en 1994 cuando, aun siendo un niño, fue al cine a ver El Rey León, cinta que lo marcaría, así como la película mexicana Amores Perros en el año 2000, la cual lo hizo tomar la decisión de querer dedicarse a los medios electrónicos.
Estudió Comunicación y Diseño gráfico en el Instituto Politécnico y Universidad Estatal de Virginia. Al llegar de México, y a pesar de tener la ciudadanía estadounidense, tuvo grandes complicaciones para aprender inglés, siendo ayudado por Marlene Preston, una de sus profesoras. Para mejores sus habilidades de escritura y diálogo, pasó mucho tiempo en Centro de Escritura de la Universidad de Virginia. Marco se graduó con honores en 2005.

## Carrera

### Inicios
Comenzó su carrera editando anuncios para una empresa de marketing y trabajando como ayudante de varios cineastas de la industria del entretenimiento, sus primeros dos trabajos fueron como asistente de Kimberlee Acquaro y Marco Kreuzpaintner en las cintas God Sleeps in Rwanda (2005) y Crimen sin perdón (2007). Desde 2005 estuvo involucrado en Centropolis Entertainment, sin embargo, fue hasta que en 2009 es ascendido como segundo asistente de Roland Emmerich para la película 2012 (2009) que comenzó el verdadero aprendizaje como productor de cine. Desde ese momento se convertiría en su asistente definitivo, y trabajarían juntos en otras cintas como Anónimo (2011) y La caída de la Casa Blanca (2013), y como coordinador de producción en Last Will & Testament y The Colony. 
Shepherd ascendió rápidamente a su puesto de jefe de producción y desarrollo en 2015. En el año 2016 Shepherd es nombrado como presidente de Centropolis Entertainment, la empresa productora fundada por Roland Emmerich. Tras el nombramiento, Shepherd produjo películas como Stonewall (2015), Día de la Independencia: Contraataque (2016), Midway: Batalla en el Pacífico (2019) y Moonfall (2022). 

### Maya Lord
En 2014 el director obtuvo los derechos del libro Maya Lord del escritor estadounidense John Coe Robbins con el fin de producir una película sobre el mismo. El libro cuenta la verdadera historia de Gonzalo Guerrero, un navegante español que fue esclavizado por los mayas cuando su barco naufragó en la península de Yucatán en 1511. Guerrero gana su libertad, se convierte en un respetado guerrero y se casa con Zazil Há, la espiritual e independiente hija de un soberano maya, Nachán Can. Mientras tanto Jerónimo de Aguilar, un compañero del barco de Gonzalo, es un cura que rechaza las tradiciones mayas, es firme en sus creencias y permanece como esclavo. El proyecto continuó sonando durante diez años, con Emmerich buscando apoyo financiero y con productoras que quisieran llevar a la pantalla grande la historia real. 

"Me apasiona desde hace mucho tiempo llevar al público esta increíble historia real del famoso aventurero Gonzalo Guerrero, así que estoy encantado de unir fuerzas con Nic Chartier y el equipo de Voltage para dar vida a esta película tan rica e impactante"
declaró Emmerich en 2018.

El 22 de mayo de 2023, a través del sitio web Giant Freakin Robot, se anunció que Emmerich estaba trabajando activamente en el desarrollo de Maya Lord, la adaptación cinematográfica, con Shepherd fungiendo como productor de la cinta. 